# Церква святого Димитрія (Літятин)
Церква святого Димитрія в Літятині — парафія і храм греко-католицької громади Бережанського деканату Тернопільсько-Зборівської архієпархії Української греко-католицької церкви в селі Літятин Тернопільського району Тернопільської области.
Оголошена пам'яткою архітектури місцевого значення.

## Історія церкви
Про точний час заснування парафії невідомо, але до 1906 року в селі діяла стара дерев'яна церква, що знаходилася на місці сучасного цвинтаря.
Новий храм був збудований у 1906 році на пожертви 80 сімей місцевих жителів.
У 2008 році місцеві художники, брати Павло та Іван Воляри, розпочали новий розпис храму. У 2013 році оновили фасад церкви та іконостас.
До 1946 року парафія належала до УГКЦ. Згодом її перевели в структуру РПЦ, а у 1990 році вона знову повернулася до греко-католицького лона.
2 листопада 2006 року відбулася єпископська візитація владики Василія Семенюка.
При парафії діють чоловіче і жіноче братства, братство Матері Божої Неустанної Помочі (з 2003), Марійська дружина (з 2013) та Вівтарна дружина (з 2000).
На парафії є дві каплички:
- Капличка Святих Верховних Апостолів Петра і Павла, збудована та освячена у 1999 році.
- Капличка Різдва Пресвятої Богородиці, освячена у 2005 році.

Фундаторами виступили родина Павеликів та ПАП «Промінь». Також встановлено дві фігури Матері Божої.
Парафія володіє нерухомим майном — проборством.

## Парохи
- о. Олександр Лонкевич (1919—1944),
- о. Дмитро Онишко (1945—1963),
- о. Григорій Петришин (1963—1976),
- о. Іван Попівчак (1976—2006),
- о. Олег Драган (з 2006).